# Дворана Подмежакла
Дворана Подмежакла је спортска дворана у Јесеницама. Капацитет дворане је 5.900 места. Користи је Акрони Јесенице. Назив Подмежакла је изведена из њене локације на југозападу на обали реке Саве, директно испод Межакла висоравни.
Хала отворена 1978, а проширена је 2010. године када је повећан капацитет са 4.500 на 5.500 људи.
У дворани је било одиграно Светско првенство у хокеју на леду 1966. за групу Ц и Светско првенство у хокеј на леду 1998. за групу Б.
Дворана је реновирана 2012. године за потребе Европског првенства у кошарци чији је Словенија била домаћин 2013. године